# Tenuipalpus carolinensis
Tenuipalpus carolinensis är en spindeldjursart som beskrevs av Baker 1945. Tenuipalpus carolinensis ingår i släktet Tenuipalpus och familjen Tenuipalpidae. Inga underarter finns listade i Catalogue of Life.